# Marcus Aurelius sista ord
Marcus Aurelius sista ord (franska: Dernières paroles de l'empereur Marc Aurèle) är en oljemålning av den franske romantiske konstnären Eugène Delacroix. Den målades 1844 och ingår sedan 1860 i Musée des Beaux-Arts samlingar i Lyon. 
Målningen porträtterar Marcus Aurelius liggande på dödsbädden. Han är omgiven av sörjande vänner samt hans son och efterträdare, Commodus, iklädd en röd toga. Marcus Aurelius var en av det romerska rikets sista mäktiga kejsare, efter hans död inleddes en nedgångsperiod. Han ansågs vara vis, studerade och skrev böcker om stoicismen samt omgav sig med filosofer. Hans son Commodus var hans motsats, vilket Delacroix visar genom att avbilda honom som demonstrativt ointresserad av faderns sista ord.